# Плюво
Плюво́ (фр. Pluvault) — коммуна во Франции, находится в регионе Бургундия. Департамент коммуны — Кот-д’Ор. Входит в состав кантона Женли. Округ коммуны — Дижон.
Код INSEE коммуны — 21486.

## Население
Население коммуны на 2010 год составляло 517 человек.
| 1962 | 1968 | 1975 | 1982 | 1990 | 1999 | 2010 |
| ---- | ---- | ---- | ---- | ---- | ---- | ---- |
| 239  | 232  | 271  | 468  | 502  | 509  | 517  |

## Экономика
В 2010 году среди 348 человек трудоспособного возраста (15—64 лет) 271 были экономически активными, 77 — неактивными (показатель активности — 77,9 %, в 1999 году было 68,4 %). Из 271 активных жителей работали 255 человек (142 мужчины и 113 женщин), безработных было 16 (6 мужчин и 10 женщин). Среди 77 неактивных 20 человек были учениками или студентами, 37 — пенсионерами, 20 были неактивными по другим причинам.